# Berkelpoort
La Berkelpoort (ou Porte du Berkel) est une porte navigable et une partie de l'ancienne enceinte de la ville de Zutphen. Elle est située sur le bord est du centre-ville, et passe par-dessus la petite rivière Berkel. La porte a été construite au XIVe siècle pour permettre le passage sur la rivière tout en assurant la défense de la ville par la continuité de l'enceinte. Elle relie les deux parties de la ville : la Nieuwstad et la ville historique d'origine.
La Berkel traversait deux portes d'eau pour passer à travers la ville, longer l'ancienne ville puis rejoindre l'IJssel. Il y avait deux enceintes autour de la ville, qui formaient la défense de celle-ci. La première porte, située au niveau de la Berkelpoortstraat, a été démolie en 1774.
En 1888, la Berkelpoort a été restauré par l'architecte P.J.H. Cuypers. Cuypers a préservé la porte de l'état de ruine en recouvrant le haut des murs d'une couche de ciment. En 1951, une nouvelle restauration impliquant une reconstruction partielle a suivi.

## Galerie

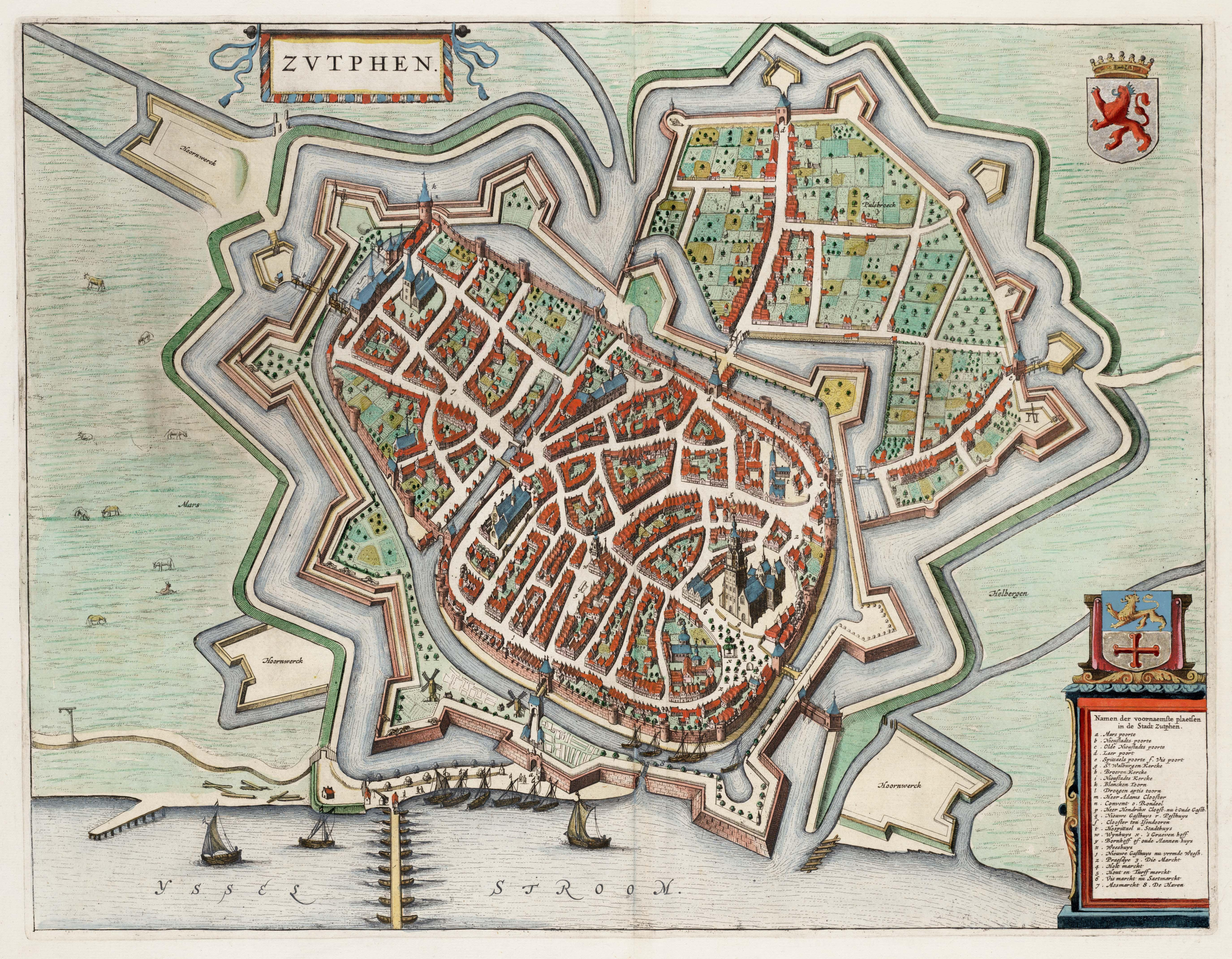
Sur ce plan de Zutphen de 1649 (tiré de l'Atlas van Loon), la Berkel arrive par le haut de la carte longe un bastion et rencontre la première porte (démolie en 1774) puis la Berkelpoort.
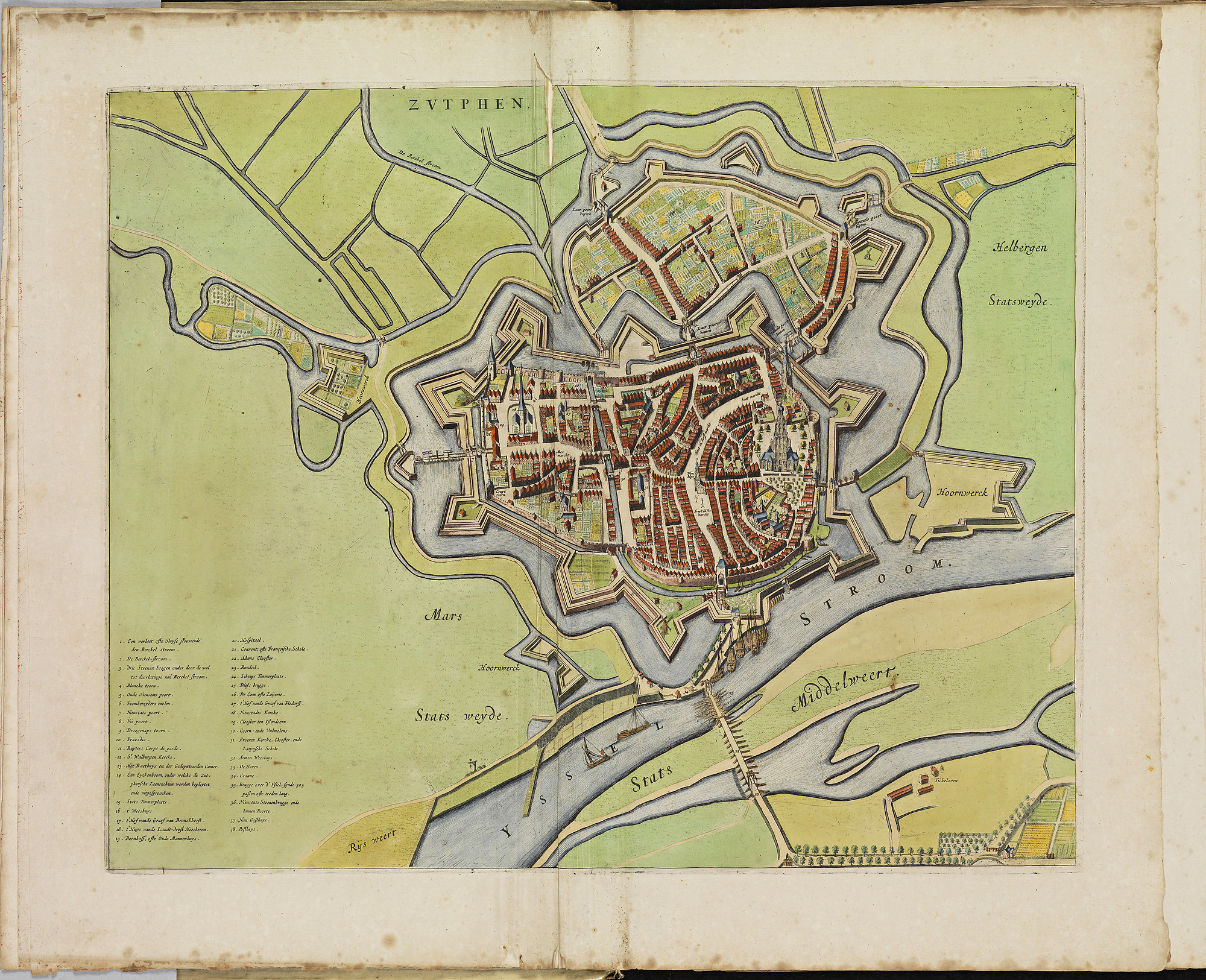
Sur cet autre plan de Frederik de Wit de 1698, la Berkel est indiquée par De Berkel stroom (en partant du haut de la carte) cours jusqu'au deux portes (indiquées par le n°3), puis passe le pont de Dief (Diefs brugge indiqué n°24) puis deux autres ponts, ressort des murs de la ville, s'écoule au pied de la Marspoort et, avant de rejoindre le port (De Haven n°33) se jette dans l'IJssel.
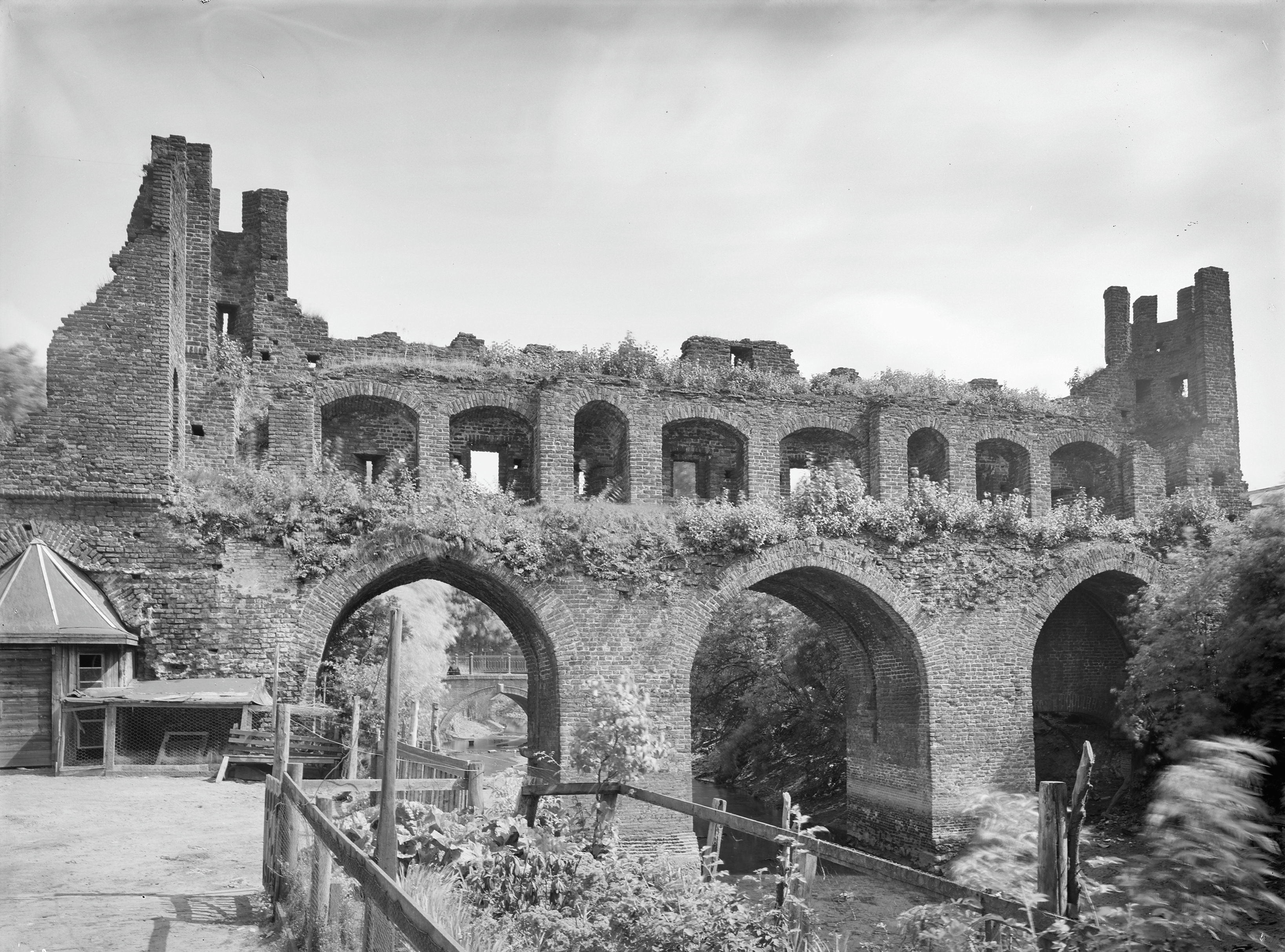
L'état de la porte en août 1940 (vue de la ville).
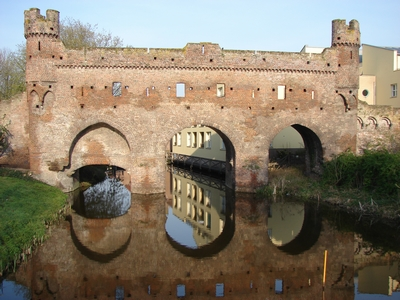
Vue extérieure de la porte actuellement.